# 홍익대학교 사범대학 부속초등학교
홍익대학교 사범대학 부속초등학교(弘益大學校師範大學附屬 初等學校)는 대한민국 서울특별시 마포구에 있는 사립 초등학교이다.

## 연혁
- 1966년 1월 1일: 최애경박사 초대 교장 취임
- 1966년 3월 12일: 개교
- 2016년 9월 1일: 제13대 신현복 교장 취임 및 안병규 교감 취임
- 2026년 3월 12일 개교 60주년

## 참고 자료
- 홍익대학교 사범대학 부속초등학교 - 한국교육학술정보원 학교알리미
- 홍익대학교 사범대학 부속초등학교 - 공식 웹사이트